# Johann Demharter
Johann N. Demharter (* 10. April 1939 in Augsburg) ist ehemaliger Richter am Bayerischen Obersten Landesgericht.

## Leben
Aufgewachsen in Augsburg, studierte Demharter Jura in München. Nach der Referendarausbildung trat er 1966 in den Bayerischen Justizdienst ein. Er war zunächst als Staatsanwalt, später Richter am Landgericht München II, ab 1972 am Bayerischen Staatsministerium der Justiz tätig. 1977 wurde er ans OLG München berufen. Bereits Ende der 1960er war Demharter Wissenschaftlicher Hilfsarbeiter am Bayerischen Obersten Landesgericht gewesen. 1986 wurde er Richter am Obersten Landesgericht. Er gehörte dort bis zu seiner Pensionierung 2004 dem 2. Zivilsenat an, der für das Wohnungseigentums- und das Grundbuchrecht zuständig war. Ab 2000 war er  stellvertretender Vorsitzender des 2. Senates.
Besondere Bedeutung hat der von ihm ab der 17. Auflage allein verfasste Gesetzeskommentar zur Grundbuchordnung. Dieses Werk gilt als ein Standardwerk zum Grundbuchrecht. Daneben veröffentlichte er über hundert Beiträge in Fachzeitschriften, vor allem Urteilsanmerkungen zu Entscheidungen aus dem Wohnungseigentums- und Grundstücksrecht. Zur Geschichte des Bayerischen Obersten Landesgerichts, das er bei seiner Pensionierung als bei weitem dienstältester Richter verließ, schrieb er einen Beitrag in der NJW. Er ist Mitherausgeber der Fachzeitschrift FGPrax – Praxis der freiwilligen Gerichtsbarkeit.